# Horace McCoy
Horace McCoy (Pegram, 14 aprile 1897 – Beverly Hills, 15 dicembre 1955) è stato uno scrittore e sceneggiatore statunitense.

## Biografia
Nato a Pegram, nel Tennessee, durante la prima guerra mondiale presta servizio nell'aviazione statunitense, rimanendo ferito e ricevendo la Croix de guerre dal governo francese.
Tornato in patria, a Dallas, svolge l'attività giornalistica per il Dallas Dispatch e il Dallas Journal e alla fine degli anni venti comincia a collaborare con i pulp magazines, in particolare con Black Mask.
Nel 1931 si trasferisce a Los Angeles, alla conquista di Hollywood, dove, dopo aver tentato senza successo la carriera di attore, con una comparsata nel film The Hollywood Handicap (1932), tira avanti con lavori precari e collaborazioni (spesso non accreditate) con gli studios.
Nel 1935 pubblica il suo primo romanzo, Non si uccidono così anche i cavalli?, a cui seguono nel 1937 il noir Il sudario non ha tasche e nel 1938 Avrei dovuto restare a casa, nel quale l'autore attinge alle proprie esperienze autobiografiche per rivelare la disillusione verso la Fabbrica dei Sogni, anticipando opere più celebri quali Il giorno della locusta (1939) di Nathanael West, Dove corri, Sammy? (1941) di Budd Schulberg e Gli ultimi fuochi (1941) di Francis Scott Fitzgerald.
L'innovativo racconto criminale in prima persona Un bacio e addio (1948) è il suo primo romanzo ad essere adattato per il cinema, nel non memorabile Non ci sarà domani (1950), con James Cagney nell'ennesimo ruolo di gangster.
Le stelle negli occhi (1952), di argomento medico, è l'unico bestseller della sua carriera, dal quale è stato tratto Lontano dalle stelle (1953) di Irving Rapper.

## Opere
- 1935 - Non si uccidono così anche i cavalli? (They Shoot Horses, Don't They?), 2019
- 1937 - Il sudario non ha tasche (No Pockets in a Shroud)
- 1938 - Avrei dovuto restare a casa (I Should Have Stayed Home)
- 1948 - Un bacio e addio (Kiss Tomorrow Goodbye)
- 1952 - Le stelle negli occhi (Scalpel)
- 1959 - Corruption City (non terminato, completato da un altro artista e pubblicato postumo nel 1959)

## Filmografia

### Soggetti e sceneggiature
- Il sentiero del pino solitario (The Trail of the Lonesome Pine), regia di Henry Hathaway (1936)
- Prison Farm, regia di Louis King - contributi, non accreditato (1938)
- La valle degli uomini rossi (Valley of the Sun), regia di George Marshall (1942)
- Aquile sul Pacifico (Flight for Freedom), regia di Lothar Mendes (1943)
- La regina dei desperados (Montana Belle), regia di Allan Dwan (1952)
- Non si uccidono così anche i cavalli?, regia di Sydney Pollack (1969)